# Grigore Georgescu
Grigore Georgescu (n. 20 iunie 1886, Craiova – d. 27 aprilie 1952, Sighet) a fost un general român, care a luptat în cel de-Al Doilea Război Mondial.

## Biografie
A absolvit Liceul „Carol I” în localitatea natală, în anul 1904. După absolvirea liceului, Grigore Georgescu a frecventat cursurile Școlii Militare Ofițeri Artilerie, Geniu și Marină din București (1904-1907) și apoi ale Școlii Superioare de Război din București (1918-1920). În anul 1924 a absolvit cursul de perfecționare pentru locotenent-colonel, în România și în Franța.

## Carieră Militară
Și-a început cariera militară în anul 1907 cu gradul de sublocotenent de geniu. În decurs de aproape 30 de ani a trecut prin toate gradele militare până la cel de general: locotenent (1909), căpitan (1915), maior (1917), locotenent-colonel (1922), colonel (la excepțional, în 1925) și general de brigadă (1935).
După cel de-al doilea război balcanic (1913) Grigore Georgescu a fost promovat la Marele Stat Major, aducându-și contribuția la conceperea acțiunilor de luptă la care a participat armata română în perioada anilor 1916-1921.
După unirea Bucovinei cu România, la 15/28 noiembrie 1918, a fost numit aghiotant al lui Iancu Flondor, președintele guvernului Bucovinei. Este transferat la București în toamna anului 1919 și este numit cadru didactic și comandant, iar din anul 1921 este mutat la Școala de Aplicație a Geniului. În nota de serviciu din anul 1924, comandantul Trupelor de Geniu consemna: „locotenent-colonelul Grigore Georgescu, a pregătit temeinic elevii Școlii Militare de Artilerie și Geniu și studenții Facultății de Arhitectură”. Din 1925 Grigore Georgescu a îndeplinit funcția de Șef de Stat Major la Inspectoratul Tehnic al Geniului. În 1936 este numit la comanda Brigăzii de Transmisiuni și este trimis la Londra pentru achiziționarea și înzestrarea armatei cu aparatură radio pe unde scurte, cea mai modernă la acea vreme.
În 1937 generalul Grigore Georgescu este numit comandantul Brigăzii 18 Infanterie Sibiu iar în 1938 preia comanda Diviziei 19 Infanterie din Turnu Severin.
A fost înaintat la gradul de general de divizie cu începere de la data de 6 iunie 1940.
La 7 iunie 1940, generalul Florescu, Inspector General al Armatei, arăta: „Generalul Grigore Georgescu merită să fie numit la comanda unui Corp de Armată sau să i se încredințeze conducerea Inspectoratului Geniului, pentru care îl cred cel mai indicat în aceste timpuri tulburi, când înzestrarea armatei necesită specialiști de valoare la toate serviciile și armele ei”.
La numai trei săptămâni de la acest eveniment, sovieticii au început ocuparea Basarabiei, nordului Bucovinei și Ținutului Herței 
(28 iunie 1940), continuând cu ocuparea părții de nord a Transilvaniei (Dictatul de la Viena, din 30 august 1940). Abdicarea Regelui Carol al II-lea, la data de 5 septembrie 1940, l-a adus la conducerea guvernului pe generalul Ion Antonescu, care, după evenimentele din ianuarie 1941, a recurs la un guvern format din militari. În noul guvern a fost promovat și generalul Grigore Georgescu, la conducerea Ministerului Lucrărilor Publice și Comunicațiilor. S-a aflat la conducerea ministerului doar cinci luni, deoarece a intrat în dezacord cu generalul Ion Antonescu. Pe 11 iulie 1941 generalul Grigore Georgescu a fost demis din guvern și trimis pe front, în calitate de comandant al Armei Geniu.
În 1926, ca urmare a decorării cu Ordinul „Coroana României” 1917, a fost împroprietărit cu un teren intravilan pe care l-a donat statului pentru ridicarea unui monument închinat eroilor din Arma Geniu. Monumentul este cunoscut azi sub numele de Monumentul Eroilor Geniști „Leul de la Cotroceni”.
În anul 1941, în calitate de ministru, a ordonat sistematizarea cursurilor inundabile ale râurilor Jijia și Bahlui.

## Arestarea și moartea
După venirea la putere a regimului comunist, generalul Grigore Georgescu, a fost supus unor umilințe greu de imaginat. Arestat pe 18 mai 1946, la vârsta de 60 de ani, pentru vina de a fi făcut parte cinci luni dintr-un guvern considerat criminal de către "ocupantul ruso-bolșevic", el a fost supus calvarului mai multor detenții și procese, inclusiv confiscarea proprietăților. Prima dată a fost închis la închisoarea militară de la Uranus. După prima ședință, din data de 9 octombrie 1946, tribunalul Poporului l-a condamnat la 10 ani de temniță grea. Recursul admis de Înalta Curte de Casație a dispus desființarea sechestrului asigurator. Arestat din nou, în noiembrie 1946, a fost acuzat de „… pregătirea și participarea la războiul contra U.R.S.S.”.
La 7 martie 1947 întregul lot al foștilor demnitari a fost transferat la închisoarea Aiud. Generalul Grigore Georgescu, suferind de Parkinson, a fost rejudecat, reducându-i-se pedeapsa la 3 ani de temniță grea, din care s-a scăzut și pedeapsa executată în prevenție, adică încă un an și jumătate. Grigore Georgescu a fost pus în libertate condiționată, la data de 20 februarie 1948, pentru îngrijiri medicale, până la rejudecarea procesului. Ridicat de la domiciliu, pentru ultima dată, la 1 februarie 1949, a fost reîncarcerat la Aiud. După acesta familia nu a mai știut nimic despre el. În ciuda faptului că în anul 1951 trebuia să fie pus în libertate, a fost transferat la închisoarea din Sighetul Marmației. În 1954 familia a aflat despre decesul în închisoare al generalului Grigore Georgescu și abia în 1956 soția generalului a primit certificatul de deces. Din certificat rezulta că soțul ei murise la 27 aprilie 1952, după patru ani și patru luni de detenție, deși sentința fusese de numai trei ani.
După preluarea puterii de către comuniști a fost închis și a murit în Închisoarea de la Sighet.